# Elektrische energie
Elektrische energie is een begrip dat gekoppeld is aan het opwekken en gebruiken van elektriciteit en wordt uitgedrukt in joule. Een joule is gelijk aan een wattseconde.  
In de dagelijkse praktijk worden grotere hoeveelheden uitgedrukt in kilowattuur (kWh).  1 kWh komt overeen met 3.600.000 joule.
Een lamp met een elektrisch vermogen van 1 watt verbruikt in 1 seconde 1 joule aan elektrische energie.  
Één joule staat ook voor de energie die nodig is om een elektrische lading van 1 coulomb te verplaatsen tegen een potentiaalverschil van 1 volt in:
{\displaystyle E=Q\ \times \ U}
E: elektrische energie in joule
Q: elektrische lading in coulomb
U: potentiaalverschil in volt
Het verplaatsen van elektrische lading wordt elektrische stroom genoemd en laat zich beschrijven als:
{\displaystyle I={\frac {Q}{t}}}
I: elektrische stroom in ampère
t: tijd in seconde
Het elektrisch vermogen P, uitgedrukt in watt kan geschreven worden als
{\displaystyle P=I\ \times \ U}
Invullen levert:
{\displaystyle E=I\times U\times t}
ofwel 
{\displaystyle E=P\times t}
Zoals ook in de mechanica kan elektrische energie beschouwd worden als kinetische en potentiële energie.
Potentiële elektrische energie wordt opgebouwd als twee gelijke ladingen steeds dichter bij elkaar worden gebracht. Gelijke ladingen stoten elkaar af, het kost dus energie om ze bij elkaar te brengen (zie elektrostatica). Hiervan wordt bijvoorbeeld gebruikgemaakt in een condensator.
In de mechanica hangt kinetische energie samen met beweging. Bewegende elektrische lading heeft altijd een magnetisch veld tot gevolg. Om deze reden wordt in dit geval meestal van elektromagnetische energie gesproken (zie elektrodynamica).